# Brasilianische Fernstraßen

Karte der brasilianischen zweispurigen Fernstraßen (rot markiert)

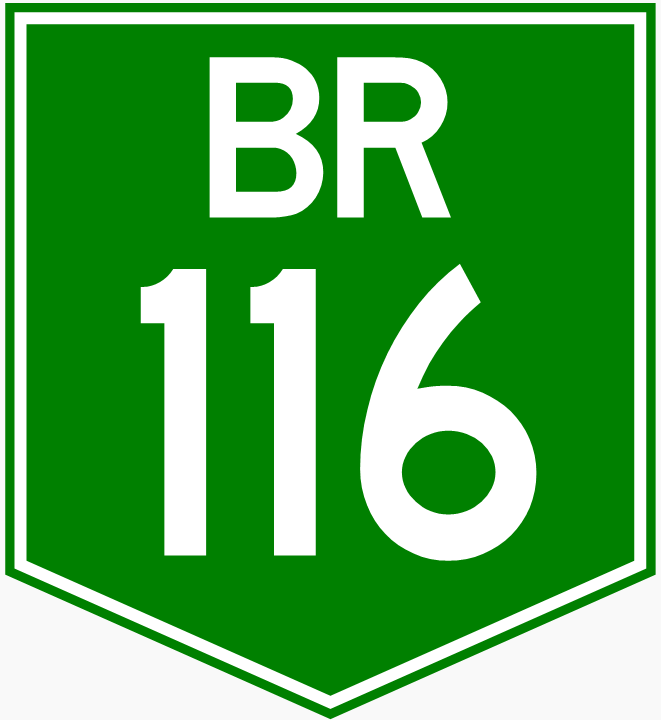
Wappenschild einer Bundesstraße

Wappenschild einer Staatsstraße (hier in São Paulo)

Die brasilianischen Fernstraßen (portugiesisch rodovias) sind unterteilt in brasilianische Bundesstaatsgrenzen übergreifende Fernstraßen (portugiesisch rodovias federais) und die Fernstraßen der Bundesstaaten (portugiesisch rodovias estaduais).

## Bundesstraßen

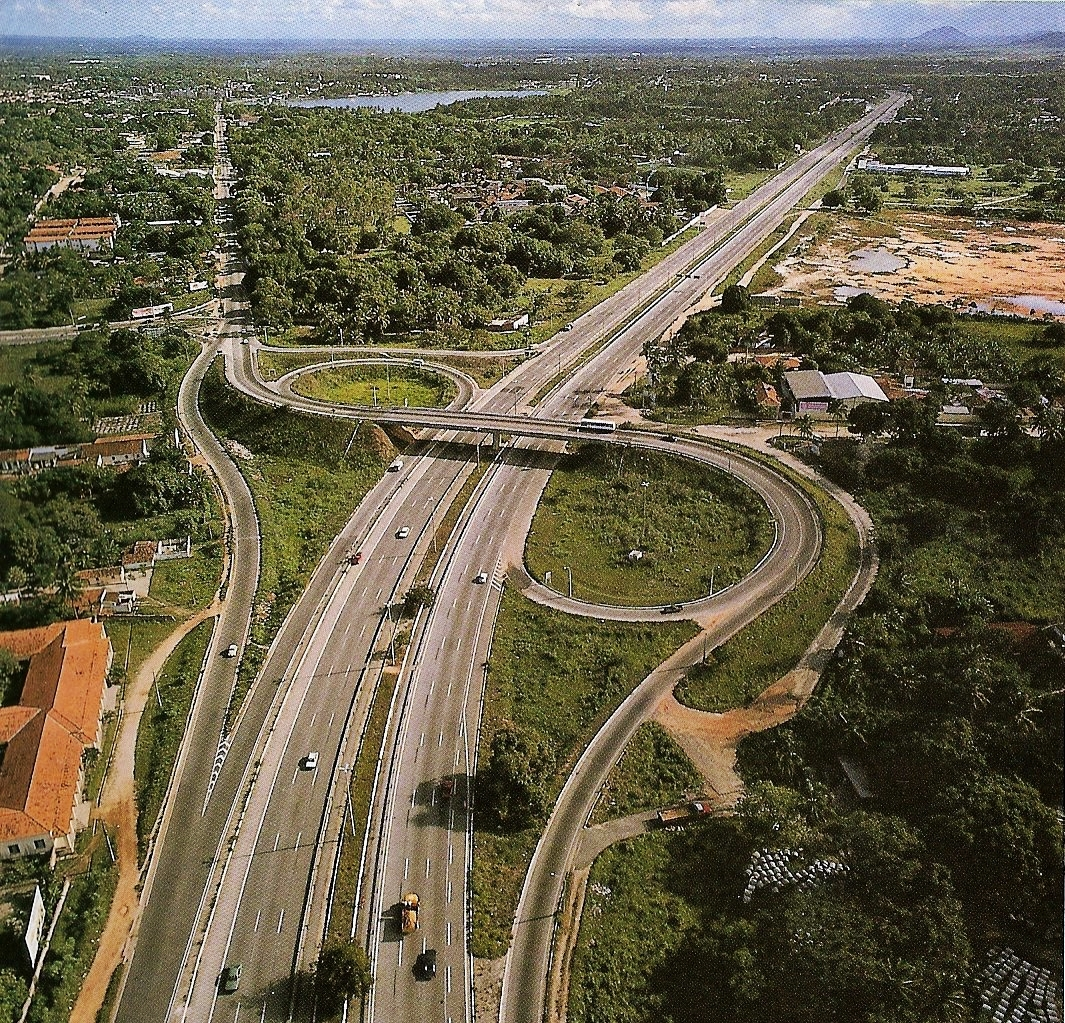
BR116 mit höhenfreier Anschlussstelle

Ihre Bezeichnung beginnt mit den Initialen BR, gefolgt von einer dreistelligen Nummer.
Die Darstellung in Karten und in Verkehrszeichen erfolgt üblicherweise in der Form eines Wappenschildes. Bundesstraßen sind je nach Anforderung autobahnähnlich mit Mittelstreifen und höhenfreien Anschlussstellen oder als Chaussee ausgebaut. Nicht alle Strecken sind asphaltiert.

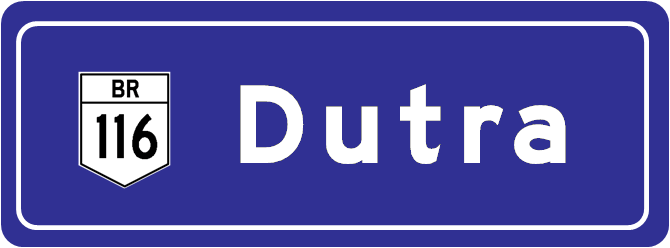
Namensschild einer Bundesstraße

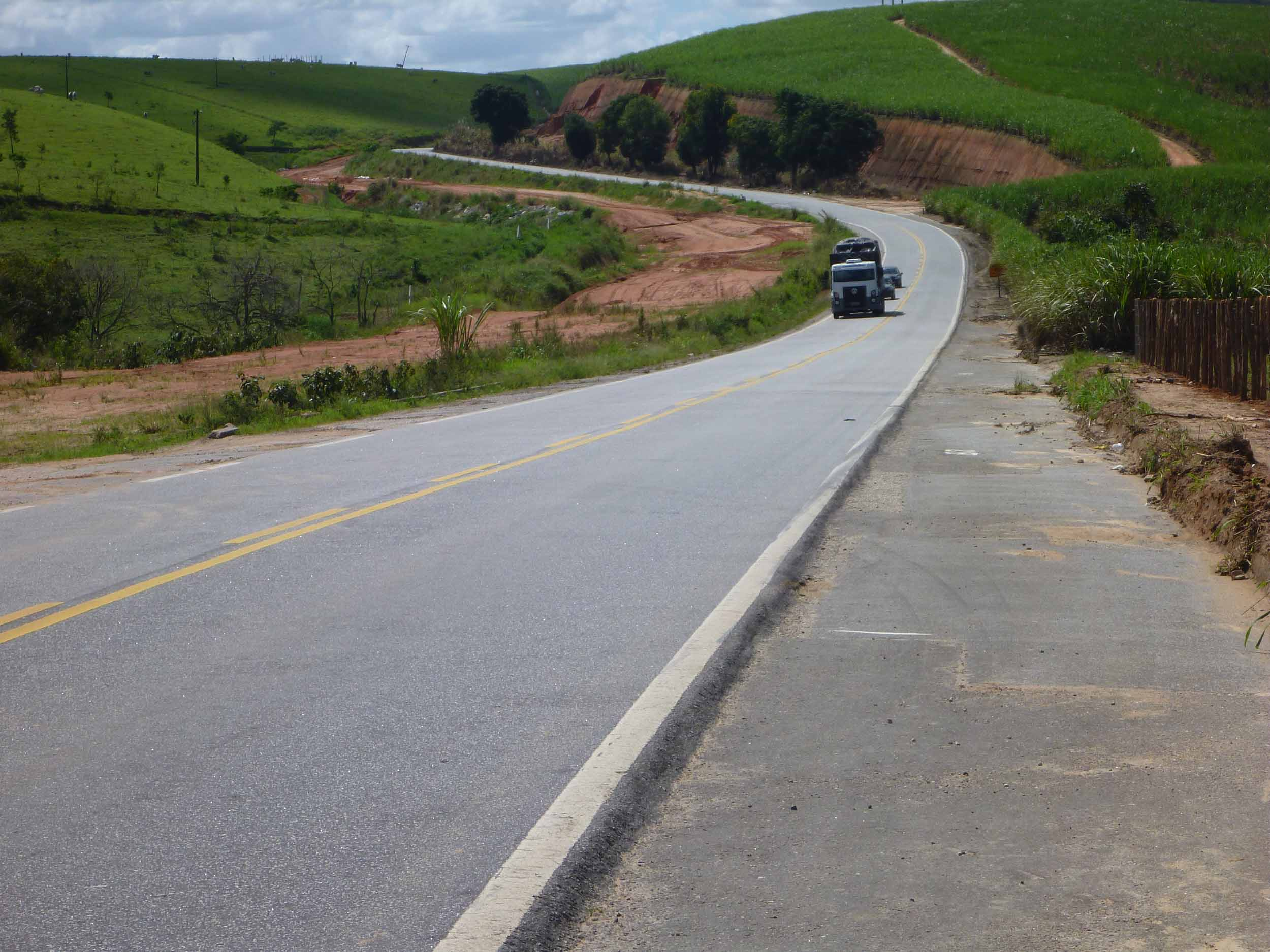
BR101 im ländlichen Alagoas

Im Jahr 2011 betrug die Gesamtlänge der Bundesstraßen 61.961 km, was ca. 7 % des gesamten brasilianischen Straßennetzes entspricht.

### Verantwortlichkeiten
Seit 1. Januar 2019 ist das Ministério da Infraestrutura, das aus dem früheren Verkehrsministerium hervorgegangen ist, verantwortlich. Infrastruktur- bzw. Verkehrsminister war vom 1. Januar 2019 bis zum 31. März 2022 Tarcísio de Freitas, seit dem 31. März 2022 ist es Marcelo Sampaio.
Für die Bekämpfung der Kriminalität, die Verkehrskontrollen und -sicherheit auf den Bundesstraßen ist die Polícia Rodoviária Federal (PRF) zuständig.

### Nummerierung

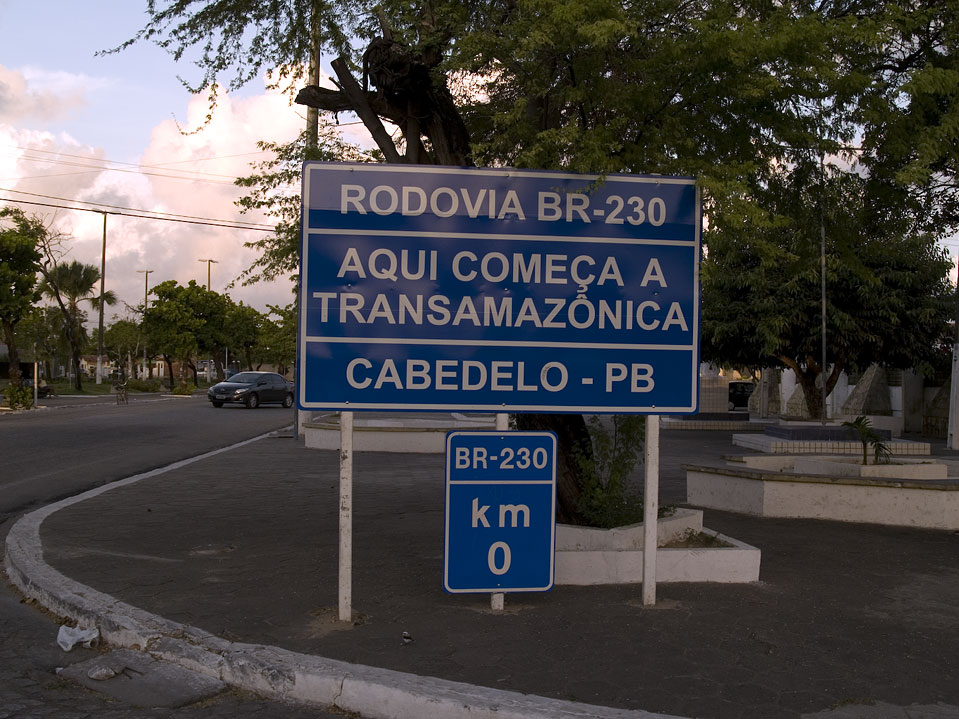
Hinweistafeln BR-230

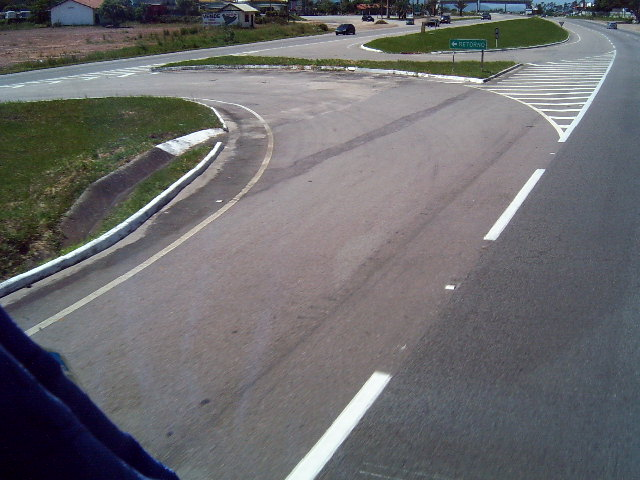
Rodovia BR-101 in Santa Catarina, Wendespur

Die Bundesstraßen werden gemäß ihrem geografischen Verlauf nummeriert: 

#### Radiale Bundesstraßen
Radial verlaufende Bundesstraßen (portugiesisch Rodovia Radiais) beginnen in Brasília und verlaufen strahlenförmig über das brasilianische Bundesgebiet. Ihre nummerische Kennzeichnung beginnt mit einer Null (0), und die nachfolgende zweistellige Nummerierung reicht von 05 bis 95 und steigt im Uhrzeigersinn an, wobei bislang nur Vielfache von zehn (10) verwendet werden. So verläuft die BR-010 nach Norden und die BR-070 nach Westen.

Die Kilometrierung beginnt an der Ringstraße Anel Viário de Brasília (DF-001) in Brasília.

#### Longitudinale Bundesstraßen
Longitudinal verlaufende Bundesstraßen (portugiesisch Rodovia Longitudinais) verlaufen in Nord-Süd-Richtung, und ihre Nummern beginnen mit der Zahl Eins (1). So verläuft die BR-101 entlang der brasilianischen Atlantikküste von Nord nach Süd. Die BR-158 verläuft in gleicher Richtung im Landesinneren. Die Kilometrierung beginnt im Süden.

#### Transversal verlaufende Bundesstraßen
Transversal verlaufende Bundesstraßen (portugiesisch Rodovia Transversais) verlaufen in Ost-West-Richtung, und ihre Nummern beginnen mit der Zahl 2.

Zum Beispiel die Transamazônica mit der Bezeichnung BR-230

#### Diagonale Bundesstraßen
Diagonal verlaufende Bundesstraßen (portugiesisch Rodovia Diagonais) verlaufen in Nordost-Südwest (NO-SW) – oder Nordwest-Südost (NW-SO)-Richtung, und ihre Nummern beginnen mit der Zahl drei (3). NO-SW gerichtete Bundesstraßen enden mit einer ungeraden Zahl, NW-SO verlaufende mit einer geraden Zahl. Deshalb ist die BR-319 eine in NO-SW-Richtung verlaufende Bundesstraße.

#### Verbindende Bundesstraßen
Anschlussstraßen bzw. verbindende Bundesstraßen (portugiesisch Rodovia de Ligação) beginnen mit einer 4 und kennzeichnen eine Bundesstraße, welche zwei der oben stehenden Bundesstraßen verbinden.

### Kilometrierung
Die Kilometrierung beginnt beim Überschreiten einer Bundesstaatsgrenze wieder bei Null. Auch deshalb wird der offiziellen Bezeichnung einer Bundesstraße noch der zweistellige ISO-Code des Bundesstaates angehängt. So bezeichnet BR-070-MT den Bundesstraßenabschnitt in Mato Grosso.

## Staatsstraßen
Alle Bundesstaaten verfügen über ein Netz von Staatsstraßen, die auch den Anschluss kleinerer Ortschaften sicherstellen. Teilweise verlaufen auch Bundes- und Staatsstraßen auf derselben Strecke.